# 帕維爾·格魯季寧
帕维尔·尼古拉耶维奇·格鲁季宁（羅馬化：Pavel Nikolayevich Grudinin；1960年10月20日—)，俄羅斯政治人物及創業家。
曾擔任維德諾耶市定居點的市政副主席，以及2017年至2019年的杜馬副主席。
2018年他代表俄羅斯聯邦共產黨參選總統，最終敗給普丁。

## 外部連結
- Pavel Grudinin presidential campaign website
- Pavel Grudinin presidential campaign Facebook （页面存档备份，存于）
- Pavel Grudinin presidential campaign Twitter （页面存档备份，存于）
- Pavel Grudinin presidential campaign YouTube （页面存档备份，存于）
- Кандидат в президенты Павел Грудинин （页面存档备份，存于）
- Павел Грудинин (биография) （页面存档备份，存于）

| 前任者： 根纳季·安德烈耶维奇·久加诺夫 | 共产党总统候选人 2018 | 繼任者： |